# اسلیم
اسلیم (به انگلیسی: SLiM) یک مدیر نشست گرافیکی برای سیستم پنجره‌ای اکس است. اسلیم می‌تواند به صورت مستقل از هر مدیر پنجره یا محیط میزکاری اجرا شود. هدف پروژه اسلیم کم حجم و سبک بودن، تنظیم‌پذیر بودن و مناسب بودن برای رایانه‌هایی است که نیاز به لاگین کردن از راه دور ندارند.